# Susan Peters
Susan Peters (Spokane, Washington; 3 de julio de 1921-Los Ángeles, California; 23 de octubre de 1952) fue una actriz teatral, cinematográfica y televisiva estadounidense.

## Primeros años
Su verdadero nombre era Suzanne Carnahan, y nació en Spokane (Washington). Su primer contrato tuvo lugar con los estudios Warner Bros., aunque después de finalizar la preparatoria empezó a trabajar para MGM. Su primera ocupación era leer en las pruebas de pantalla junto a los nuevos actores. Pasado poco tiempo había impresionado con su talento a los ejecutivos cinematográficos, y empezó a ser escogida para actuar en la gran pantalla.

## Carrera

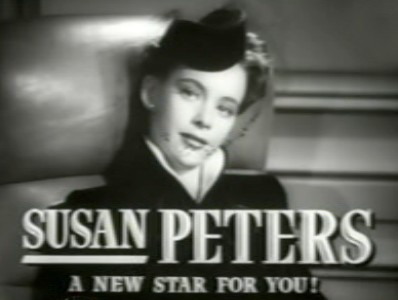
Escena de Niebla en el pasado (1942)

En sus dos primeros años como actriz utilizaba su nombre de nacimiento, haciendo papeles pequeños, y a menudo sin créditos, en filmes como Meet John Doe (1941). Pero su seductora actuación con un papel de reparto en la cinta de MGM Tish le valió un contrato. Su primer papel de importancia, en Niebla en el pasado (1942), le valió la nominación al Oscar a la mejor actriz de reparto.
Impresionados con ella, en MGM empezaron a prepararla para hacer papeles protagonistas, dándole algunas producciones menores a fin de ir consolidándose como actriz. Un papel protagonista en Song of Russia (1943) le valió el aplauso de la crítica, aunque el film no tuvo éxito comercial. Sin embargo, en 1944 fue una del grupo de diez intérpretes en ser elevado de la categoría de «actor de reparto» a la de «estrella» oficial del estudio. Los otros fueron Esther Williams, Laraine Day, Kathryn Grayson, Van Johnson, Margaret O'Brien, Ginny Simms, Robert Walker, Gene Kelly, y George Murphy. En un retrato oficial tomado a los actores de MGM de esa época, puede verse a Peters compartiendo la primera fila con el jefe del estudio, Louis B. Mayer, y con intérpretes como James Stewart, Mickey Rooney, Margaret Sullavan, Katharine Hepburn, Hedy Lamarr, y Greer Garson.

## Accidente y fallecimiento

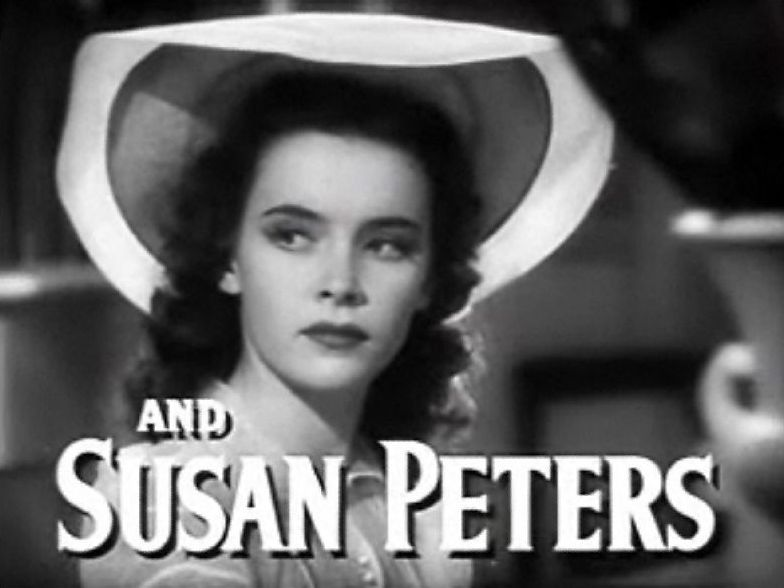
Escena de Tish (1942).

Peters se casó con el director y actor cinematográfico Richard Quine el 7 de noviembre de 1943. La pareja adoptó un hijo al que llamaron Timothy Richard Quine. Peters y su marido estaban cazando patos el 1 de enero de 1945 cuando un arma se disparó accidentalmente y la actriz resultó herida, alojándose la bala en la médula espinal. El accidente le produjo una paraplejía permanente que le obligaba a usar una silla de ruedas. A pesar de ello, Peters intentó continuar con su carrera en el cine.
MGM siguió pagando su salario pero, incapaz de encontrar proyectos adecuados, Peters hubo de dejar el estudio. Aun así, volvió a la pantalla para hacer el primer papel en la película de Columbia Pictures The Sign of the Ram (1948), aunque la cinta no tuvo buen resultado de taquilla. En 1951 actuó, en el papel de una abogada, en la serie televisiva Miss Susan, que tampoco tuvo éxito. Como actriz teatral, actuó en gira con las obras El zoo de cristal y The Barretts of Wimpole Street, siendo muy bien valoradas sus actuaciones, aunque su discapacidad hacía muy difícil la búsqueda de papeles apropiados para ella.
A causa de todo ello su carrera desfallecía y, tras separarse de su marido en mayo de 1948, Peters sufrió una depresión. Su salud continuó deteriorándose, complicada con una anorexia nerviosa, que le generó una enfermedad renal y una neumonía. Falleció en 1952, a los 31 años de edad, en Visalia (California).
Fue enterrada en el Cementerio Forest Lawn Memorial Park de Glendale (California).
Por su contribución a la industria cinematográfica, Susan Peters recibió una estrella en el Paseo de la Fama de Hollywood, en el 1601 de Vine Street.

## Filmografía
| Año  | Título                        | Papel                     | Observaciones                                  |
| ---- | ----------------------------- | ------------------------- | ---------------------------------------------- |
| 1940 | Susana y Dios                 | Invitada a la fiesta      | Sin créditos                                   |
| 1940 | The Man Who Talked Too Much   | Pequeño papel             | Sin créditos                                   |
| 1940 | Young America Flies           | Una de las amigas de Jack | Sin créditos                                   |
| 1940 | Money and the Woman           | Depositante               | Sin créditos                                   |
| 1940 | Camino de Santa Fe            | Charlotte Davis           | Acreditada como Suzanne Carnahan               |
| 1941 | The Strawberry Blonde         | Chica                     | Sin créditos                                   |
| 1941 | Here Comes Happiness          | Miss Brown                | Sin créditos                                   |
| 1941 | Meet John Doe                 | Cazadora de autógrafos    | Sin créditos                                   |
| 1941 | Scattergood Pulls the Strings | Ruth Savage               |                                                |
| 1941 | Three Sons o' Guns            | Mary Tyler                |                                                |
| 1942 | Personalities                 |                           | Sin créditos                                   |
| 1942 | The Big Shot                  | Ruth Carter               |                                                |
| 1942 | Tish                          | Cora Edwards Bowzer       |                                                |
| 1942 | Dr. Gillespie's New Assistant | Mrs. Howard Allwinn Young |                                                |
| 1942 | Niebla en el pasado           | Kitty                     | Nominada al Oscar a la mejor actriz de reparto |
| 1942 | Andy Hardy's Double Life      | Sue,                      |                                                |
| 1943 | Assignment in Brittany        | Anne Pinot                |                                                |
| 1943 | Young Ideas                   | Susan Evans               |                                                |
| 1944 | Song of Russia                | Nadya Stepanova           |                                                |
| 1945 | Keep Your Powder Dry          | Ann "Annie" Darrison      |                                                |
| 1948 | The Sign of the Ram           | Leah St. Aubyn            |                                                |
| 1951 | Miss Susan                    | Susan Martin              | Episodios desconocidos                         |

## Premios y distinciones
Premios Óscar
| Año  | Categoría               | Película            | Resultado |
| ---- | ----------------------- | ------------------- | --------- |
| 1943 | Mejor actriz de reparto | Niebla en el pasado | Nominada  |